# Argentier (métier)
Pour les articles homonymes, voir Argentier.
L'argentier ou grand argentier de France est une personne chargée des finances en France sous l'Ancien Régime, l'équivalent d'un surintendant des Finances mais d'un rang inférieur au ministre des finances.

## Historique
Le titre d’argentier apparaît pour la première fois en 1317, c’est le chef de l’argenterie (comptabilité particulière de l’hôtel du roi). Il était préposé à la garde des joyaux de la couronne et de tout ce qui concernait, dans l’hôtel de roi, l’ameublement et l’habillement.
Prêtant serment devant la Chambre des comptes, il doit lui rendre ses comptes ordinaires et ses comptes extraordinaires liés aux dépenses exceptionnelles lors de fêtes particulières. Jacques Cœur, argentier de Charles VII (7 avril 1442), a été le plus illustre titulaire de cette charge. Guillaume de Varye et Pierre Briçonnet sont également cités comme célèbres titulaires.
C’était un acte d’anoblissement.

## Sources et références
1. 1 2  Rowley et Méhu 2002, p. 46.
2. ↑  Larousse Universel, 1922, pages 118 et 121.